# Pháp tại Thế vận hội Mùa hè 2012
Pháp tham dự thế vận hội Mùa hè 2012 tại Luân Đôn từ 27 tháng 7 đến 12 tháng 8 năm 2012. Pháp lần đầu tiên tham gia Thế vận hội Olympic vào năm 1896. Quốc gia này dự kiến sẽ giành chiến thắng hơn 40 huy chương tại Thế vận hội 2012 . Đợt này Pháp có 330 vận động viên tham dự ở 24 môn thể thao khác nhau. Các môn thể thao mà Pháp không có đại diện Olympic vào năm 2012 là hockey và bóng chuyền.